# Saitama Wild Knights
Maillots
Actualités
Dernière mise à jour : 10 février 2015.
Les Saitama Panasonic Wild Knights (埼玉パナソニックワイルドナイツ) sont une équipe japonaise de rugby à XV, basée à Kumagaya. Ils participent à la Japan Rugby League One Division 1. Ils se font connaître dans le monde du rugby en recrutant les stars All Black Tony Brown et Sonny Bill Williams.

## Palmarès
- Vainqueur du Championnat du Japon en 2008, 2010, 2014, 2015, 2016, 2021, 2022
- All Japan Rugby Football Championship : 2008 et 2011

## Personnalités du club

### Joueurs emblématiques et célèbres
- Tony Brown
- Sonny Bill Williams
- Mike Delany
- Koliniasi Holani
- Shota Horie
- Fumiaki Tanaka
- Akihito Yamada
- Daniel Heenan
- Sam Norton-Knight
- Marika Koroibete
- Jaque Fourie
- Damian de Allende
- Lood de Jager
- Yougnam Yu
- Samiu Vahafolau
- Epi Taione
- Sinali Latu

### Effectif 2024-2025
| Piliers - Taiki Fujii - Sho Furuhata - Shohei Hirano - Keita Inagaki - Yusaku Kihara - Craig Millar - Taichi Niizuma - Daniel Perez - Asaeli Valu - Taniela Vea Talonneurs - Atsushi Sakate (c) - Hyuga Shimada - Kazuma Shimane - Yuji Shimogama Deuxièmes lignes - Ockie Barnard - Jack Cornelsen - Esei Ha'angana - Ryota Hasegawa - Goro Hashimoto - Liam Mitchell - Tomohito Miyakawa - Takumi Yoshizawa - Lood de Jager | Troisièmes lignes - Lachlan Boshier - Shota Fukui - Ben Gunter - Viliami Kaipouli - Shunto Nobuhara - Shunsuke Nunomaki - Itsuki Onishi - Omar Schmok - Xavier Stowers - Hayata Taniyama Demis de mêlée - Shu Hagihara - Atora Hondo - Taiki Koyama - Yuta Takagi Demis d'ouverture - Eiji Kaneda - Takuya Yamasawa - Kyohei Yamasawa | Centres - Tsubasa Arai - Vince Aso - Tomoki Osada - Dylan Riley - Takayo Saito - Damian de Allende Ailiers - Iori Kaji - Seijun Kawasaki - Marika Koroibete - Joshua Nohra - Koki Takeyama - Tatsuhiro Tanji Arrières - Ryuji Noguchi - Yoshiaki Taniguchi |
| | | |
| | | |